# Baby (dal)
A Baby Brandy amerikai énekesnő második kislemeze első, Brandy című stúdióalbumáról. Az első kislemezhez hasonlóan ez is négy hétig vezette a Billboard Hot R&B/Hip-Hop Songs slágerlistát, és platinalemez lett. A videóklipet Hype Williams rendezte.

## Hivatalos remixek, változatok
- Baby (A Cappella) – 5:05
- Baby (All Star Party Mix) – 5:38
- Baby (All Star Party Edit) – 4:35
- Baby (Club Mix) – 4:33
- Baby (Instrumental) – 5:07
- Baby (LP Version) – 5:13
- Baby (MK’s G-Mix) – 4:55
- Baby (Random Noize Remix) – 4:30
- Baby (Uptown Remix) – 4:13

## Számlista
CD maxi kislemez (USA, Egyesült Királyság, Ausztrália)
1. Baby (Radio Edit) – 4:09
2. Baby (All Star Party Mix) – 5:38
3. Baby (LP Version) – 5:13
4. I Wanna Be Down (The Human Rhythm Hip Hop Remix) – 4:07

12" kislemez (USA)
1. Baby (LP version) – 5:13
2. Baby (Instrumental) – 5:07
3. Baby (A Cappella) – 5:05
4. Baby (All Star Party Mix) – 5:38
5. Baby (All Star Edit) – 4:35
6. I Wanna Be Down (The Human Rhythm Hip Hop Remix) – 4:07

## Helyezések
| Slágerlista (1995)             | Legmagasabb helyezés |
| ------------------------------ | -------------------- |
| USA Billboard Hot 100          | 4                    |
| USA Billboard Hot R&B Singles  | 1                    |
| Ausztrál ARIA kislemezlista    | 16                   |
| Új-zélandi RIANZ kislemezlista | 4                    |